# أفيري ليبمان
أفيري ليبمان (بالإنجليزية: Avery Lipman)‏ مدير تنفيذي أمريكية مختص بصناعة الموسيقى. وهو المؤسس بالمشراكة والرئيس الحالي ومدير العمليات في ريبابليك ريكوردز. على مدار حياته المهنية، شارك في العديد من الأعمال مع فنانين كثر بما في ذلك 3 دورز داون وأريانا غراندي وغودسماك وجاك جونسون وجوليا مايكلز و ذا نايكيد وفايميس وبوست مالون وفانتوغرام والعديد من الفنانين الأخرين. وهو شقيق زميله المؤسس والمدير التنفيذي لريبابليك ريكوردز ، مونتي ليبمان.